# حسنعلی‌بیگ بسطامی
حسنعلی‌بیگ بسطامی، خزانه‌دار نادرشاه، کریم‌خان زند و آغامحمدخان بود.به نقل از نوادگانش (معیرالممالک وزیر و داماد ناصرالدین شاه)  زادگاه او روستای ابرسج شهر بسطام بوده است
او خود را از نوادگان بایزید بسطامی می‌دانست. در سلطنت شاه سلطان حسین وارد دربار صفوی شد و پس از چند سال از درباریان مهم دولت صفوی شد. تهماسب دوم او را مأمور گزارش نبردهای نادرشاه در ابیورد کرد. حسنعلی‌بیگ در این مدت به نادر نزدیک شد و با او روابط دوستانه برقرار کرد که تا سالیان بعد پایدار ماند.
او با آگاه ساختن نادر از رویدادهای داخلی دربار، در عزل تهماسب دوم و جانشین ساختن عباس سوم نقش داشت. او از جمله نمایندگان شورای دشت مغان بود و پس از تاج‌گذاری نادر شاه به وزارت رسید و لقب «معیرباشی» دریافت کرد. پس از قتل نادر، وزارت عادل‌شاه برادرزاده و جانشین نادر، را عهده‌دار شد. او از طرف کریم‌خان زند به خزانه‌داری و عیارزنی مسکوکات منصوب شد و این مقام را در زمان سلطنت آغامحمدخان حفظ کرد.
او در انقراض افشاریه و جانشینی کریم‌خان زند تأثیر داشت.

## فرزندان
1. آقا موسی بسطامی (متوفی ۱۲۲۹ هجری قمری)، در زمان سلطنت آغامحمدخان از مستوفیان دربار بود. آغا محمدخان او را به تهمت سخن‌چینی به کربلا تبعید کرد. از او یک پسر برجای ماند:
2. میرزا عباس فروغی بسطامی
3. دوستعلی‌خان معیرالممالک
4. خانم ماه بانو بسطامی  که با پسر عموی خود ابراهیم میرزا ازدواج نمود و از آنها فرزندی به نام علی اوسط به دنیا آمد. حسنعلی بیک دارای برادری به نام اسماعیل میرزا بود که در مناطق غربی ولایت مازندران زندگی میکرد و دارای املاک وسیعی بود. او برای حراست و نگاهداری از املاک خود، افرادی را مرزبانی گماشت که فرزندان آنان به اولاد مرزبان معروف شدند. ابراهیم میرزا در هنگام زیارت عتبات عالیات در کربلا درگذشت و در کنار قبر پدرش اسماعیل میرزا به خاک سپرده شد.